# Spoorlijn Paderborn - Brackwede
De spoorlijn Paderborn - Brackwede is een Duitse spoorlijn en is als spoorlijn 2960 onder beheer van DB Netze. In Duitsland is de lijn ook bekend onder de naam Senne-Bahn.

## Geschiedenis
Het traject werd door de Preußische Staatseisenbahnen geopend op tussen december 1901 en oktober 1902.  

## Treindiensten
NordWestBahn verzorgt het personenvervoer op dit traject met RB treinen.
| Serie | Treinsoort                  | Route                                    | Bijzonderheden                    |
| ----- | --------------------------- | ---------------------------------------- | --------------------------------- |
| RB 74 | Regionalbahn (NordWestBahn) | Bielefeld Hbf – Hövelhof – Paderborn Hbf | Senne-Bahn 2x per uur in de spits |

## Aansluitingen
In de volgende plaatsen is of was er een aansluiting op de volgende spoorlijnen:
Paderborn Hauptbahnhof
DB 1760, spoorlijn tussen Hannover en Soest
DB 2961, spoorlijn tussen Paderborn en Brilon Wald
Paderborn Nord
DB 2962, spoorlijn tussen Paderborn Nord en Bad Lippspringe
Sennelager
DB 9215, spoorlijn tussen Wiedenbrück en Sennelager
Hövelhof
DB 9164, spoorlijn tussen Gütersloh en Hövelhof
Brackwede
DB 1700, spoorlijn tussen Hannover en Hamm
DB 2950, spoorlijn tussen Brackwede en Osnabrück
DB 2990, spoorlijn tussen Minden en Hamm